# ジョン・バロー (初代准男爵)

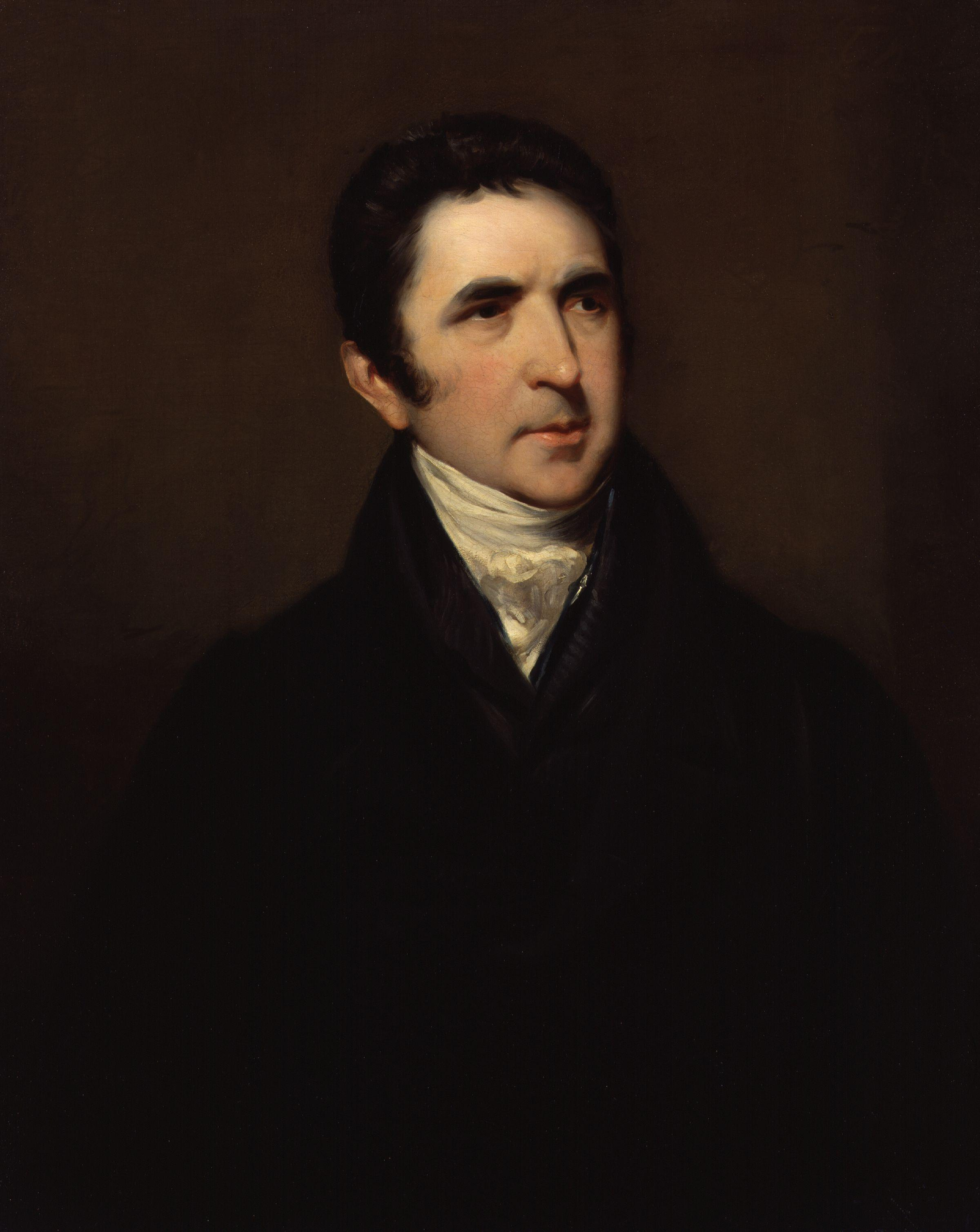
初代准男爵ジョン・バロー

初代准男爵ジョン・バロー（Sir John Barrow, 1st Baronet, FRS, FRGS、1764年6月19日 - 1848年11月23日）はイギリスの東洋学者、官僚、政治家である。

## 略歴
ランカシャーの村、Dragley Beckの革職人の息子に生まれた。13歳で学校を止め、貧窮者のための日曜学校で学んだ。16歳でグリーンランドの捕鯨調査に出たりなどした。20歳までに得意の数学を学校で教えるようになった。後に中国との通商交渉団に加わる、ジョージ・レオナード・スタントン卿の息子の数学の教師となり、スタントン卿の紹介で1792年に1794年の間、交渉団を率いたマカートニー伯爵の執事として中国に渡った。すぐに中国語を憶え、後に外交団の発表した記事やスタントン卿の報告書に、中国の文学、科学に関するバローの有益な情報を提供した。
1794年にイギリスに戻った後は公的には中国の問題と関わらなかったが、中国にはつねに注目し、重要な問題では政府首脳に助言した。
1797年にマカートニー伯爵がケープ植民地総督に就任することになると私設秘書として同行し、入植者と原住民の調整や内陸部の情報収集で、植民地の全域で働いた。公職（auditor-general of public accounts）にも就き、南アフリカに移住することを決め、博物学者、トルーター(Petrus Johannes Truter)の娘で植物画家のアンナ(Anna Maria Truter)と結婚もしたが、1802年のフランスとの間のアミアンの和約で、ケープ植民地はオランダ（バタヴィア共和国）へ返還されることになり、南アフリカでの活動は終わった。
南アフリカの活動の中で旅した土地の豊富な記録とスケッチを貯めていて、近代的なケープ植民地南部の地図を始めて出版したが、多くの間違いが含まれ、探検家のウィリアム・バーチェル(William John Burchell)に、この地図はどんな目的にでも使用するのに同意しないと酷評された。
1804年にイギリスに戻ると海軍本部書記次官（Second Secretary to the Admiralty）に任じられ、この職を40年間続けることになる（ホイッグ党が権力を持った1806年-1807年を除いて）。1830年にグレイ伯爵チャールズ・グレイが首相になると、官僚が党派から独立して働くことを求められた。
海軍本部書記官時代には、北極の探検航海の推進者となり、ジョン・ロス 、ウィリアム・エドワード・パリー、ジェイムズ・クラーク・ロスらの探検航海を支援した。カナダ北極諸島のパリー海峡の1部のバロー海峡、アラスカのバロー岬(ポイント・バロー)や、アラスカの市の名前、バローはバローに因んで名付けられた。
1821年に王立協会フェローに選ばれ、エディンバラ大学から学位(LL.D)を贈られた。1835年に准男爵に任じられた。王立地理学会の前進のラリー・クラブ(Raleigh Club)の会員で、王立地理学会の創立メンバーである。
1845年に公職を退き、北極航海の歴史や自伝の執筆に専念し1848年に没した。

## 著作
- Travels in China (1804)
- Travels into the Interior of South Africa (1801-1804)
- Lives of Lord Macartney (1807), Lord Anson (1839), Lord Howe (1838).
- The Eventful History of the Mutiny and Piratical Seizure of H.M.S. Bounty: (1831) Its Cause and Consequences,